# Isycoed
Isycoed (en anglais) ou Is-y-coed (en gallois) est un village et une communauté du borough de comté de Wrexham, au pays de Galles.

## Géographie
Isycoed est situé dans l'est du borough de comté de Wrexham, près de la frontière anglaise (matérialisée par la Dee), à 8 km du centre-ville de Wrexham.
La communauté d'Isycoed comprend aussi les villages et hameaux de Bowling Bank et Ridleywood.

## Démographie
Au recensement de 2011, la communauté d'Isycoed comptait 388 habitants.